# Петар Бибић
Петар Бибић (Велушић, Дрниш 3. фебруар 1893 — Београд 17. јануар 1971) био је српски сликар, вајар, графичар и графички дизајнер.

## Биографија
Бибић је основну школу започео у Дрнишу и завршио у Задру. Нижу гимназију завршио је у Сплиту. На препоруку Ивана Мештровића, а са стипендијом Земаљског одбора, одлази 1913. у Праг на Школу за примењену уметност, да студира вајарство код Јозефа Драхоновског (чеш. Josef Drahoňovský). Након Првог светског рата наставља студије (1919–1922) у Прагу, на специјализацију код вајара Станислава Сухарде (чеш. Stanislav Sucharda). Вајарство и курс фигуралног цртања на Академији у Паризу завршио 1923. По повратку у Сплит излагао до 1929, када је прешао у Скопље где се у наредних 10 година бавио конзервацијом и рестаурацијом фресака. Извео је поставу Музеја Јужне Србије у Скопљу.
Као члан Друштва ликовних уметника Вардарске бановине заједнички и самостално излагао између 1935. и 1938. Као предавач на Катедри за архитектонику, народну архитектуру и уметност Техничког факултета у Београду хонорарно радио 1939–1945. Као члан УЛУС-а редовно излагао на изложбама у земљи и иностранству.

## Дело
У предратној фази бавио се сликарством (пејзажи и ведуте у уљу и акварелу) и графиком (бакрописи, монокромни и у боји). Након ослобођења радио је скулптуре, плакете, медаље и скице за Орден рада, плакате, дипломе, екслибрисе. Бавио се и графичким дизајном.
Аутор је више стотина графичких листова у техници бакрописа и акватинте. Као сликар, у првом реду пејзажиста, оставио је обиман и стилски уједначен опус заснован на поетици контролисаног експресионизма прожетог духом интимизма. Међу графикама најуспелије су оне настале између 1923. и 1954 (У цркви, Свети Дух, Маријанска идила, Рибарска лађа у луци, Стара Млиница, Из старог Скопља, Поглед на Кратово, Из сећања на Македонију), а међу сликама оне с мотивима из Далмације (Ентеријера Старе цркве Св. Мартина у Сплиту), Македоније, манастира Дечана и Београда.
Као вајар био је претежно портретиста и аутор попрсја и биста превасходно учесника НОР-а, попут попрсја Божидара Аџије у Дрнишу, народног хероја Милице Павловић у Београду и бисте маршала Тита. Радио је прво у духу академског, а затим социјалистичког реализма, као што је споменик борцима НОР-а у Јакову (1954), споменик палим борцима и жртвама фашизма у Параћину, споменик рударима у Бору (1952), .
Посебно место заузима његов Маузолеј Бибића у Велушићу, изведен у облику средњовековних стећака и украшен мозаицима.

## Изложбе

### Самосталне изложбе
- Нови Сад (1920)
- Сплит (1921, 1923, 1924, 1926, 1929, 1930)
- Сарајево (1927)
- Скопље (1935 и 1938)

### Групне изложбе
- Изложба Јадранске страже (Сплит 1923)
- Изложба југословенских уметника из Париза (Париз 1932)
- 27. бијенале (Венеција 1934)
- Изложбе УЛУС-а (Београд, од 1945.)
- Југословенска графика 1900–1950 (Београд 1977–1978)
- Групне изложбе југословенских уметника (Белгија, Бугарска, Бурма, Индија, Индонезија, Кина, Мексико).